# Ogaszavara-szigetek
Az Ogaszavara-szigetek (japánul 小笠原群島 [Ogaszavara guntó], Hepburn-átírással Ogasawara guntō) vagy Bonin-szigetek egy Japánhoz tartozó szigetcsoport a Csendes-óceánban. Közigazgatási szempontból Tokió főváros és prefektúra Ogaszavara körzetéhez tartoznak. Lakosaiknak száma 2440 fő. A lakosok két szigeten laknak: Csicsidzsimán  és Hahadzsimán .

## Földrajz
A szigetcsoport Japán partjaitól mintegy 1000 kilométerre délre található a Csendes-óceánban. 41 szubtropikus és tropikus vulkanikus szigetből áll. A szigetek összterülete 73 km². 
A szigetek 3 csoportba tömörülnek, ezek északról dél felé a következők:
| Térkép                          | Név                   | Szigetek száma | Összterület (km²) | Fő sziget (japán név) |
| ------------------------------- | --------------------- | -------------- | ----------------- | --------------------- |
| A Mukodzsima-szigetek térképe   | Mukodzsima-szigetek   | 11             | 6,57              | Mukodzsima (聟島)     |
| A Csicsidzsima-szigetek térképe | Csicsidzsima-szigetek | 14             | 38,89             | Csicsidzsima (父島)   |
| A Hahadzsima-szigetek térképe   | Hahadzsima-szigetek   | 16             | 27,54             | Hahadzsima (母島)     |

## Képek

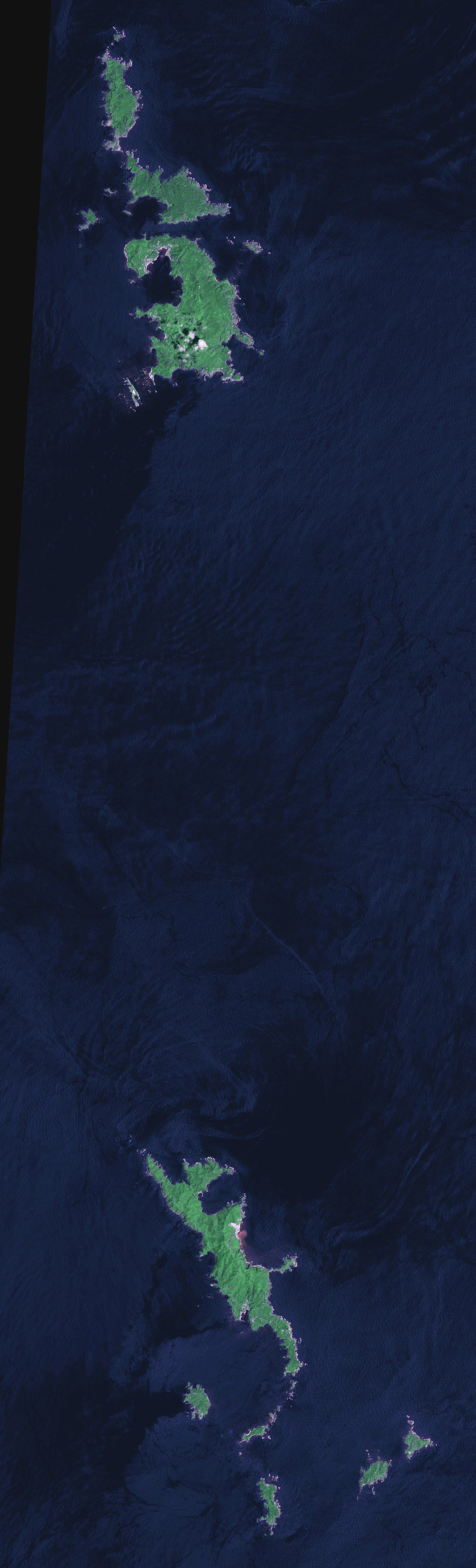
A Csicsidzsima-szigetek (fent) és a Hahadzsima-szigetek (lent) műholdképe
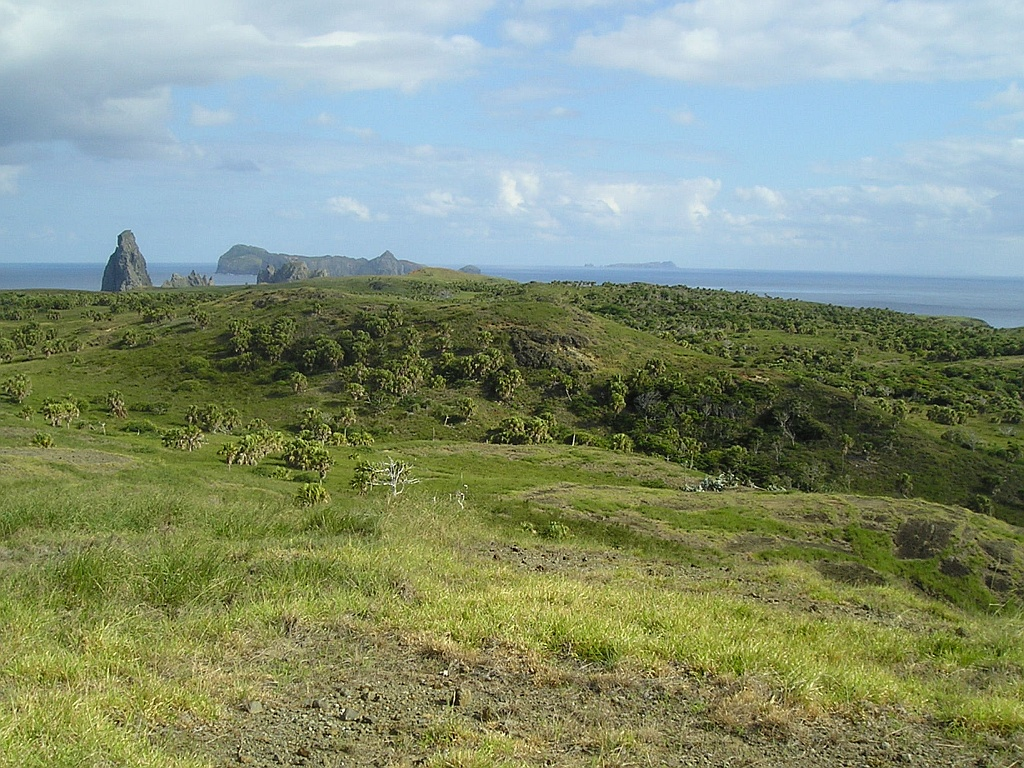
Mukodzsima
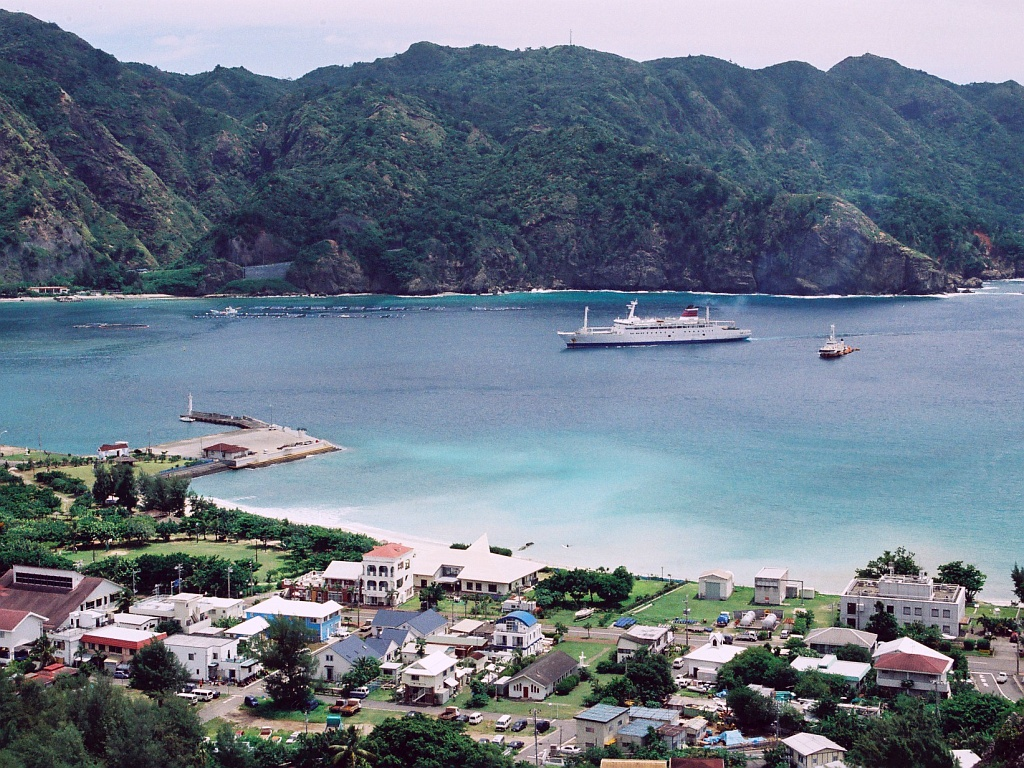
Csicsidzsima
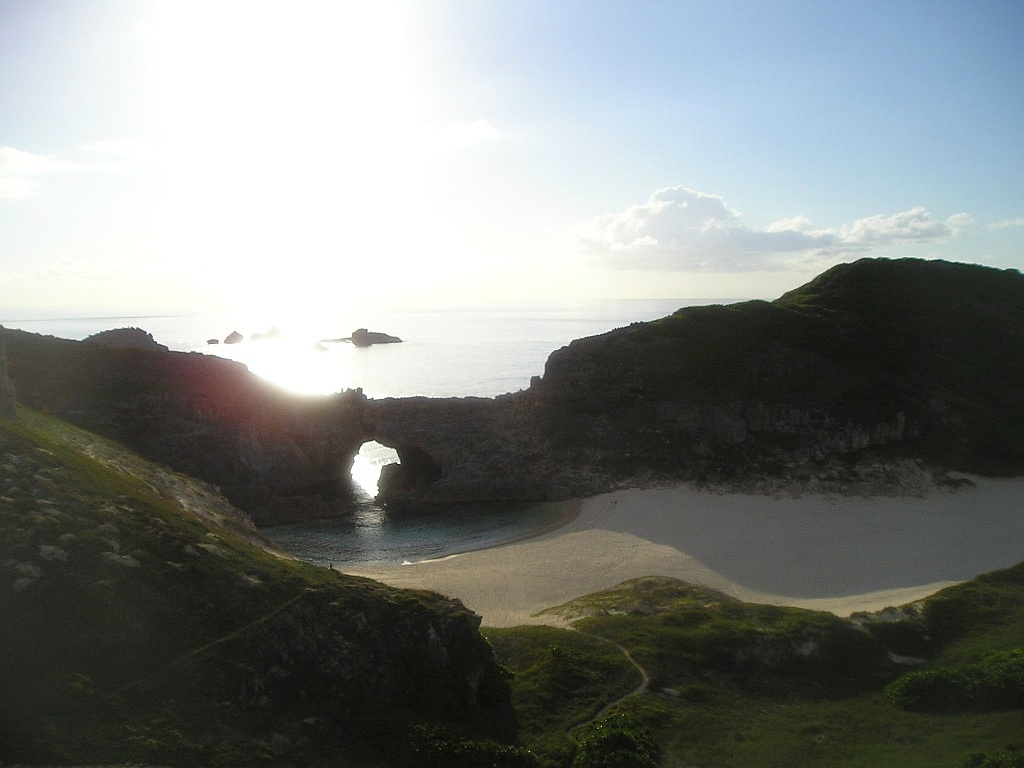
Minamidzsima

## Fordítás
Ez a szócikk részben vagy egészben  a   Bonin Islands című angol Wikipédia-szócikk ezen változatának fordításán alapul.  Az eredeti cikk szerkesztőit annak laptörténete sorolja fel. Ez a jelzés csupán a megfogalmazás eredetét és a szerzői jogokat jelzi, nem szolgál a cikkben szereplő információk forrásmegjelöléseként.